# Paris și Elena

Paris și Elena (titlu original în limba italiană Paride ed Elena) este o dramă muzicală din 1770 scrisă de Christoph Willibald Gluck a treia operă dintr-o trilogie care mai este formată din Orfeu și Euridice și Alceste.